# Ландол
Ландол је насељено место града Смедерева у Подунавском округу. Према попису из 2022. има 1210 становника (према попису из 2011. било је 1141 становника).

## Историја
Село са налази северно од Колара. Има трагова на основи којих се може претпоставити да је Ландол старије насеље. Северно од данашњег села је Селиште где је по предању, раније било ово село. У близини је и Црквено Брдо за које се мисли да је ту некада постојала црква. Али када је Ландол основан не може се тачно утврдити. Предање вели да је село засновано за време Турака, да је првобитно било у Селишту, одакле је после одласка Турака премештено на данашње место.
Село се по први пут помиње у турским списима. У Смедеревском дефтеру од 1560. године забележено је село Ландол са 25 муслиманских и 10 хришћанских кућа, али је сасвим извесно да је село постојало и знатно раније, још у време средњовековне државе Бранковића. Забележено је и то да су мештани Ландола имали обавезу да хране поштанске коње у турским мензилханама, које су биле постављене дуж тадашње главне саобраћајнице, познатог Цариградског друма. После Свиштовског мира 1791. године, настали су сношљиви услови у Београдском пашалуку, па је дошло и до веће миграције становника. Становништво се помера на боља и погоднија места из гудура и јаруга и излази на повољније, отворене и сунчаније положаје. Село је добило име по томе што је у турско време много сејан лан у долинама, па је спајањем речи лан и дол настало име Ландол. Најзнаменитија историјска личност из Ландола је Кнез Јован Дабровић. До 1890. године деца су похађала школу у Коларима, а када је село добило општинску зграду за школу, за учитеља је постављен Радомир Тодоровић. Данас школа у Ландолу носи назив Илија Милосављевић Коларац у којој деца похађају од првог до четвртог разреда, а након тога у школи у Коларима.
У арачким списковима из 1818. године, у коме се такође спомиње село Ландол, имао је 30 кућа, а 1822. године 32 куће. Године 1846. Ландол је имао 51 кућу, а по попису из 1921. имао је 182 куће са 994 становника
Предање вели да су на месту данашњег Ландола била ланишта и дуваништа коларских Турака и да су они првих неколико породица ту населили.
Најстарији су досељеници Дабровићи (данас са разним презименима) чији се предак Витор доселио из Арнаутпоповца (млавски пожаревачки). Дошао је, веле, најпре у Коларе, одакле га Турци пошаљу овамо на своја ланишта, где се населили и подигне колибу. За њим су дошли Петројевићи, Јеремићи, Јеремићи-Вукашиновићи, старином из Херзеговине. Из Херцеговине су дошли у Брусницу (таковски руднички), одакле су, пошто су бобили неке Турке, морали бежати. Склонили су се најпре у Умчаре, затим у Коларе. Али како су их Турци, чије су рођаке побили, гонили и по слави хтели пронаћи, то они по свету коларских Турака промене славу и оду на њихова ланишта. Остале су породице дошле доцније и то од Видина, Вучитрна и Битоља, Затим из околних села села, па из околине Ниша, од Тетова итд.
До 1860. село није имало школу, већ су деца ишла у Коларе. Године 1890. школа је смештена у зграду општинске суднице, која је служила до 1923. када је подигнута нова школа. Село није имало своју цркву, црква у Коларима била је заједничка. Године 1902. основана је Земљорадничка Кредитна Задруга.(подаци датирају од 1718-1925. г)

## Демографија
У насељу Ландол живи 957 пунолетних становника, а просечна старост становништва износи 45,0 година (43,5 код мушкараца и 46,6 код жена). У насељу има 374 домаћинства, а просечан број чланова по домаћинству је 3,05.
Ово насеље је великим делом насељено Србима (према попису из 2002. године).
|  |

| Демографија | Демографија | Демографија |
| Година      | Становника  | Становника  |
| ----------- | ----------- | ----------- |
| 1948.       | 1.163       |             |
| 1953.       | 1.224       |             |
| 1961.       | 1.185       |             |
| 1971.       | 972         |             |
| 1981.       | 1.006       |             |
| 1991.       | 954         | 919         |
| 2002.       | 1.068       | 1.103       |
| 2011.       | 1.141       |             |
| 2022.       | 1.210       |             |

| Етнички састав према попису из 2002.‍ | Етнички састав према попису из 2002.‍ | Етнички састав према попису из 2002.‍ | Етнички састав према попису из 2002.‍ | Етнички састав према попису из 2002.‍ |
| ------------------------------------ | ------------------------------------ | ------------------------------------ | ------------------------------------ | ------------------------------------ |
|                                      |                                      |                                      |                                      |                                      |
| Срби                                 | Срби                                 |                                      | 1.041                                | 97,47%                               |
| Црногорци                            | Црногорци                            |                                      | 16                                   | 1,49%                                |
| Македонци                            | Македонци                            |                                      | 2                                    | 0,18%                                |
| Бугари                               | Бугари                               |                                      | 2                                    | 0,18%                                |
| Хрвати                               | Хрвати                               |                                      | 1                                    | 0,09%                                |
| Руси                                 | Руси                                 |                                      | 1                                    | 0,09%                                |
| Албанци                              | Албанци                              |                                      | 1                                    | 0,09%                                |
| Југословени                          | Југословени                          |                                      | 1                                    | 0,09%                                |
| непознато                            | непознато                            |                                      | 2                                    | 0,18%                                |

| Година пописа     | 1948. | 1953. | 1961. | 1971. | 1981. | 1991. | 2002. |
| ----------------- | ----- | ----- | ----- | ----- | ----- | ----- | ----- |
| Број домаћинстава | 227   | 247   | 268   | 240   | 259   | 268   | 323   |

| Број чланова      | 1  | 2  | 3  | 4  | 5  | 6  | 7  | 8 | 9 | 10 и више | Просек |
| ----------------- | -- | -- | -- | -- | -- | -- | -- | - | - | --------- | ------ |
| Број домаћинстава | 55 | 76 | 61 | 51 | 37 | 25 | 10 | 4 | 4 | 0         | 3,30   |

| Пол    | Укупно | Неожењен/Неудата | Ожењен/Удата | Удовац/Удовица | Разведен/Разведена | Непознато |
| ------ | ------ | ---------------- | ------------ | -------------- | ------------------ | --------- |
| Мушки  | 442    | 113              | 288          | 27             | 13                 | 1         |
| Женски | 460    | 71               | 286          | 94             | 9                  | 0         |
| УКУПНО | 902    | 184              | 574          | 121            | 22                 | 1         |

| Пол    | Укупно                    | Пољопривреда, лов и шумарство | Рибарство                            | Вађење руде и камена | Прерађивачка индустрија       |
| ------ | ------------------------- | ----------------------------- | ------------------------------------ | -------------------- | ----------------------------- |
| Мушки  | 238                       | 81                            | 0                                    | 0                    | 86                            |
| Женски | 129                       | 55                            | 0                                    | 0                    | 17                            |
| УКУПНО | 367                       | 136                           | 0                                    | 0                    | 103                           |
| Пол    | Производња и снабдевање   | Грађевинарство                | Трговина                             | Хотели и ресторани   | Саобраћај, складиштење и везе |
| Мушки  | 2                         | 6                             | 20                                   | 1                    | 5                             |
| Женски | 2                         | 3                             | 23                                   | 2                    | 4                             |
| УКУПНО | 4                         | 9                             | 43                                   | 3                    | 9                             |
| Пол    | Финансијско посредовање   | Некретнине                    | Државна управа и одбрана             | Образовање           | Здравствени и социјални рад   |
| Мушки  | 0                         | 3                             | 6                                    | 3                    | 8                             |
| Женски | 0                         | 3                             | 2                                    | 5                    | 6                             |
| УКУПНО | 0                         | 6                             | 8                                    | 8                    | 14                            |
| Пол    | Остале услужне активности | Приватна домаћинства          | Екстериторијалне организације и тела | Непознато            | Непознато                     |
| Мушки  | 1                         | 0                             | 0                                    | 16                   | 16                            |
| Женски | 2                         | 0                             | 0                                    | 5                    | 5                             |
| УКУПНО | 3                         | 0                             | 0                                    | 21                   | 21                            |

### Породице
Са 258 домаћинстава и 1006 становника спада у мања села смедеревске општине. Мада је у друштвеном сектору запослено преко 150 мештана и то претежно у смедеревској индустрији, село је оријентисано на пољопривредној производњи. Године 1844. Ландол је имао 51 кућу са 346 становника. У насељу Ландол данас живи 957 пунолетних становника, а просечна старост становништва износи 45,0 година (43,5 код мушкараца и 46,6 код жена). У насељу има 374 домаћинства, а просечан број чланова по домаћинству је 3,05.
Презимена у селу Ландол:
Добровићи (Стојадиновићи, Костадиновићи, Николићи, Васићи, Јовановићи, Марковићи (26 к., Св. Ђурђиц). Доселио им се прадед из околине Пожаревца из неког села Арнаутпоповца. Прадед Витор дошао са два брата у Коларе, одакле их Турци пошаљу на своја ланишта. По овим лаништима село и добило име.
Петровићи (Јеремићи, Вукашиновићи (29 к., Св. Ђурђиц). Старином су из Херцеговине, одакле су дошли у Брусницу (општина Горњи Милановац) где имају фамилију Пољавићи. Славили Св. Арханђела. Турци им дошли на славу и хтели да обечасте њихове жене. Због тога их побију, крену из Бруснице и дођу у Умчаре. Како су их Турци гонили и по слави хтели да пронађу они дођу даље, дођу у Гроцку па у Коларе (општина Смедерево). Коларски спахија их прими, нареди да промене славу и да им земље на своме ланишту. (Ланиште је стари назив за село Ландол).
Стојкићи (Павловићи, Ђорђевићи (10 к., Св. Арханђел). Фамилија су са Швабићима из Божурња (Јасеница). Пребегли су преко у Војводину и при повратку Стојкићи остану овде, а Швабићи се врате у Божурњу. Даље старина је непозната. Станојевићи, Стајићи, Анђелковићи (4 к., Св. Ђурђиц), Прадед Станоје побегао од Турака. Дошао из Ершке (вероватно из југозападне Србије). Маринковићи, Живановићи (7 к., Св. Никола), Дошли из Гроцке од Живановића.

### Занимања
Некада су Ландолци били познати као одлични ратари и сточари, а у последње време све више мештана се определило за [[Воћарство|воћарство и виноградарство]]. Према последњим статистичким подацима од 980 хектара обрадивог земљишта преко 150 хектара је под засадима воћњака и винограда. Поред овога значајне површине ораница засађене су најквалитетнијим сортама јагода, које Ландолци износе на тржиште Београда, Смедерева и оближњих градова. Рачуна се да у селу има 100 аутомобила који служе за превоз робе на оближње, па чак и удаљеније пијаце, у чему велику предност за Ландол представља и близина ауто - пута [Београд - Ниш]. У последње три деценије село је захваљујући савременој пољопривредној производњи и повећању дохотка становника изменило свој лик. Изграђене су нове и простране куће за становање, уведена је вода из градског водовода и санитарни уређаји, а такође су изграђене и нове савремене просторије за узгој стоке.

## Привреда
Становништво Ландола одувек се бавило разноврсном пољопривредном производњом, земљорадњом, сточарством, воћарством и виноградарством.
Највећи број садашњих становника досељен је у XVIII веку. Тада је било доста пусте земље и свако је заузимао колико му треба. Како је област била обрасла густом храстовом шумом, то је доста обрадиве земље било добијено крчењем шуме. Главни производи били су кукуруз и пшеница. Кукуруз је највише сејан. Њиме је храњено становништво и стока. Знатно су мање сејане остале житарице: овас, јечам и раж. Из протокола спахијског прихода за 1836.може се видети да су тадашњи становници Ландола имали: 1360 кола кукуруза, 1070 врећа пшеница, 200 ока јечма и 60 ока ражи.
Још је Пирх приметио да Србију све више осваја земљорадња, посебно тридесетих година XIX века, иако се богатство земље мерило сточним фондом.
У XIX веку земља се обрађивала примитивно. Село се убрзо механизовало, тек после Првог светског рата. Крајем XVIII и почетком XIX века сточарство је било главно занимање због обиља храстових шуми, па су становници Ландола много гајили свиње. Атар села Ландола простирао се све до Живковца, где су у потезу "Жировљин" Ландолци имали оборе у којима су гајили свиње. Данашње село Водањ све до 1836.било је у саставу села Ландол. Седамдесетих година двадесетог века у Ландолу је изграђено неколико великих објеката за товљење свиња.
После Другог српског устанка, извозом свиња у Аустрију бавили су се Стојко Гашић, Јеремија Петронијевић и Марко Дабровић из Ландола. Поред свиње гајене су овце, говеда и коњи. Живина је доста гајена за домаћу употребу. Кредитна задруга Рајфазеновог типа у Ландолу основана је 1902. године. Досељавањем браће Крстић у Ландол, иначе цинцарског порекла, у другој половини прошлог века, отворене су кафана и дућан. Први дућан мешовите робе отворио је Влајко Костић, а затим Рајко Нешић. У попису становништва из 1863. Ђурђе Николић има механу вредсноти 100 талира и месечни приход од механске радње 25 талира.
Од 2014. године, у селу Ландол постоји и пољопривредна апотека, где мештани овог села могу наћи све неопходне ствари за пољопривредну производњу.

## Спорт
О спорту у Ландолу доста је писано. Претресајући архиве, дођено је до нових података. У стрељачком гласнику 5/7 год.XXIII од 10. јула 1911. и рубрици нове дружине пише: У Ладнолу среза подунавког, округа Смедеревског образована је првог августа прошле године нова стрељачка дружина у којој је уписано 29 чланова. У Управу су изабрани: председник Живојин Николић, п.предсеник Гаврило Јеремић, благајник Влад.Ђорђевић, пословођа Свет. Павловић, чланови: Млад. Марковић, Дим. Јеремић и Мих. Станојевић.
Такође, у селу Ландол постоји и фудбалски терен. На њему играју фудбалери фудбалског клуба "Ландол". Клуб је основан 1934. године под називом "Бели", а 1959. године клуб је променио име у "Ландол".

## Археолошки локалитети
Мало је насеља у Србији која имају тако велики број археолошких локалитета као Ландол.
Кленовац - локалитет из праисторије римског периода и средњевековне Србије.
Околе - Локалитет из римског периода.
Ландолски поток - локалитет из римског периода.
Арнаутски обор - локалитет из праисторије римског периода.
Селиште - локалитет из римског периода из средњег века.
Ландолско гробље - локалитет из периода византије и средњег века.
Ландол је познати локалитет у археолошкој литератури. Публиковано је доста предмета из римског периода и средњоввековни српски накит. Знатан број предмета красе збирке многих колекционара. Из праисторије су нађени грнчарија и камено оруђе. Нарочито је пронађено много новца и предмета из римског периода. Нађен је златан новац царева: Диоклецијана, Нумеријана и Теодосија II, затим сребрни и бронзани новац. Од предмета је нађена биста цара Александра Севера и две бронзане фигуре Венере. Нађено је много фибула, икона, кључева и друго.
Средњи век: нађено је доста новца Десота Ђурђа Бранковића, кнеза Лазара, деспота Стефана Лазаревића, много прстења и другог накита и пафте из XVI века. Нађено је и доста грнчарије.

## Прошлост
Према историјским изворима IV веку, у северној Србији живели су припадници трачког племена Трибали. Са ових простора Трибале су протерали Скордисци, Келтско племе. Скордисци су основали Београд и назвали га Сингидунум. Почетком првог века нове ере, Римљани су успоставили границу дуж десне обале Дунава. У Ландолу на простору Окола по свој прилици налазила се римска војна постаја (кастром). Почетком петог века ратничко племе Хуни опустошили су римску провинцију Горњу Мезију, па и ове просторе. Крајем шестог века овај простор пустоше Авари, а потом долазе Словени. По топонимима који данас постоје, као: Млака, Баре, Јасење, Садови, Кленовац, Липар, Иве, Смрдак, Кључ, Пашњак, Жировљин, овде се доселило словенско племе Бодрићи у току шестог и седмог века. Област је била под управом Византије, а једно време у деветом веку под влашћу Бугарске. Северна Србија је добилу српску власт за време краљева Милутина и Драгутина. Кнез Лазар, деспот Стефан, а нарочито Бранковићи, зидање Смедерева од стране Деспота Ђурђа, чврсто су држали своју управу у овом делу Србије. После пада Смедерева под турску власт 1459. године, овим просторима завладили су Турци, али постојање Ладнола може пратити кроз читав период турске владавине. У Раљи налазимо веома турског и аустријског новца. Пожеревачким миром 1918. године, ови простори су дошли под управу Аустрије, чија владавина није дуго трајала, јер Турци поново освајају ову овласт 1739. године. Рат између Аустрије и Турске код нас је познат као Кочина крајина, 1787. године. У томе рату Србија је претрпела велика разарања. Српске одреде предводио је велики капетан Коча Анђелковић. У одредима Коче капетана било је око 60 бораца из смедеревске нахије. Из Ландола немамо бораца, осим ако су били у грочанској чети, која је водила борбу око Колара, али спискови те чете не постоје. У Кочиној чети, између осталог, су били:
- бр.67 Марко Сава из Коњске (данашњи Михајловац)
- бр 268 Марко Станојевић из Врбовца
- 274 Богосав Кернановић из Петријева
- 361 Мирко Николић из Коњске
- 546 Ивко Милосављев из Вучака

Рат је завршен 1791. године Миром у Свиштаву.

## Школство, просвета и култура
Школа у Ландолу је основана 1891. године, одлуком министра просвете школе. За зграду школе узета је општинска судница, која се налазила североисточно од садашње школске зграде. Састојала се из три просторије. Зидана је чатмом. Дрвена конструкција облепљена је блатом од плеве и иловаче. Кроз средину зграде био је ходник. Простојија према северу била је нешто мања и служила је као стан за учитеља. Просторија према југу била је нешто већа и служила је за учионицу. На средини ходника била је оџаклија, па се учионица у зимском периоду загревала ложењем ватре у оџаклији. Зграда се налазила у оквиру садашњег школског дворишта. Била је покривена ћерамидом. Нова школска зграда је саграђена 1923. године, али стара школска зграда није била порушена. Нова школа била је зидана од чврстог материјала - циглом, а била је покривена црепом. Председник школског и грађевинског одбора за изградњу школе био је Благоје Костадиновић. У школи су вили заступљени следећи предмети: наука хришћанства, српски језик, словенски језик, рачун, српска историја, земљопис, лепо понашање, певање и гимнастика. Оцена из владања била је од "добро" до "примерно". Изостанци су вођени и уписивани у дневник (протокол).
Школа је одувек била жариште културе у селу, па се све културне установе у селу стваране на иницијативу учитеља у селу. Основана је Народна Књижница са читаоницом. Она је основана 8.новембра 1929. године. Чланарина је износила 5 динара годишње. Такође, основан је и КУД "Бели" који је имао драмску и рецитаторску секцију. Приредбе су одржаване у селу, као и у суседним селима. Вођа овог КУД-а била је учитељица Дара Јелисавчић. КУД је најчешће играо "Сумњиво лице", "Јазавац пред судом", "Хајдук Станко", "Коштану" и многе друге.
Седамдесетих година културну активност села преузима Актив сеоске омладине. У селу је био познат наивни сликар Живорад Јеремић, а резбарењем се бавио Света Стевановић. Село је имало добрих свирача и певача. Највише је било врсних фрулаша, хармоникаша, певача.

## Село данас
У току 2002. године, вршена је адаптација крова на Дому културе. Завршен је читав кров, а предстоје и други радови. На платоу испред Дома културе, изграђени су терени за разне спортове. У току је изградња водоводне мреже у селу која се спаја са градском мрежом. Укупна дужина мреже је 11 километара. У Лештару је у току изградња пливачког базена, као и базена чија ће се вода користити за потребе пољопривреде.

## Коришћена Литература
- Извор Монографија Подунавске области 1812-1927 саставио Др, Владимир Марган бив. Председник Обласног одбора Комесар Обласне Самоуправе, објавјено (1927)„Напредак Панчево,,
- „Летопис“: Подунавска места и обичаји Марина (Беч 1999).
- Летопис период 1812 – 2009. Саставио од Писаних трагова, Летописа, по предању места у Јужној Србији, места и обичаји настанак села ко су били Досељеници чиме се бавили мештани
- Напомена
У уводном делу аутор је дао кратак историјски преглед овог подручја од праисторијских времена до стварање државе Краљевине Срба, Хрвата и Словенаца. Највећи прилог у овом делу чине ,»Летописи« и трудио се да не пропусти ниједну важну чињеницу у прошлости описиваних места.
- Стазама слободе кроз смедеревски крај - Радослав Пауновић
- Летопис подунавских места период 1812 - 1935
- Становништво упоредни преглед броја становника
- Извор Монографија Подунавске области 1812-1927 саставио Др, Владимир Марган бив. Председник Обласног одбора Комесар Обласне Самоуправе, објавјено (1927)„Напредак Панчево,,
- Стазама слободе кроз Смедеревсвки кеј Радослав Пауновић, Смедерево, 1984.